# Josef Krägel

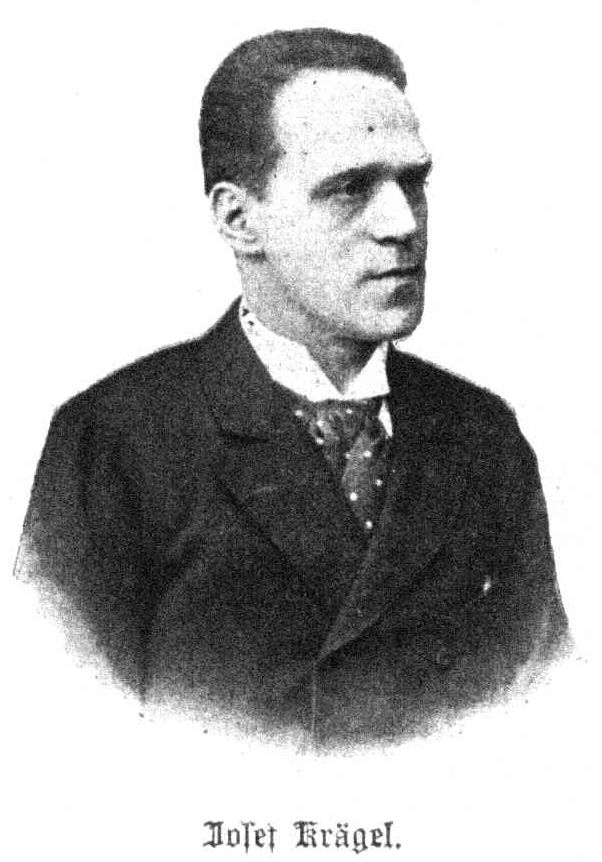
Wiener Bilder, 1896

Ernst Josef Krägel (* 9. Januar 1853 in Oettingen in Bayern; † 21. April 1932 in Wien) war ein deutscher Opern- und Operettensänger (Bass), Theaterschauspieler, -regisseur, -leiter und Komponist.

## Leben
Krägel war Sohn eines Theaterdirektors und begann seine Karriere als Musiker im Alter von 14 Jahren als Angehöriger der Bad Reichenhaller Kurkapelle. Mit 17 Jahren wurde er Militärmusiker. 1874 begann er in Ingolstadt als Schauspieler und Sänger und trat in den Folgejahren an Provinztheatern in Deutschland, Österreich und der Schweiz auf. Am 14. April 1886 spielte er in der deutschen Uraufführung der Gespenster den „Tischler Engstrand“ am Theater Augsburg.
Danach 1886 wirkte er ab 1886 in München am Staatstheater am Gärtnerplatz und am Hoftheater sowie am Mannheimer Hoftheater. 1892 war er am Wiener Carltheater als Regisseur und Schauspieler tätig, ab 1893 als Oberregisseur und Schauspieler des Raimundtheaters und ab 1898 am Kaiser-Jubiläums-Stadttheater. Nachdem er sich aus gesundheitlichen Gründen 1902 zur Ruhe gesetzt hatte, plante er noch die Gründung eines Anzengruber-Theaters, dessen Leiter er dann auch wurde.
Zu seinen Kompositionen zählen auch die beiden Operetten Die Zuaven (1889) und Die Dorfschwalbe (1890). Ferner komponierte er die Bühnenmusik zu „Der Salontiroler“, einem Lustspiel mit Gesang in vier Akten nach Gustav von Moser. Anlässlich der Erstaufführung seiner ersten Operette schrieb das Wochenblatt Münchener Ratsch-Kathl reflektierend:

„Der Herr Krägel ist doch ein Allerweltsmensch! Schauspieler, Musiker und Sänger - Alles ist der Mann, und was er macht, das macht er gut; daß er noch eine Operette auch komponiren thät, hätt’ man doch net glaubt und richtig, er versteht’s Komponiren auch.“